# Erich Wolfgang Korngold
Erich Wolfgang Korngold, född 29 maj 1897 i Brno i Österrike-Ungern (i nuvarande Tjeckien), död 29 november 1957 i Los Angeles, Kalifornien, var en österrikisk-amerikansk tonsättare, verksam först i Österrike och sedan 1934 i USA. Korngolds produktion, som är skriven med ett senromantiskt tonspråk, omfattar opera, orkesterverk, kammarmusik, lieder och filmmusik. 
Korngold var ett så kallat underbarn och växte upp i en judisk, högkultiverad miljö. Hans första kompositioner skrevs när han var sex år. Fadern Julius Korngold hade studerat för bland andra Anton Bruckner och bland hans kurskamrater fanns Hugo Wolf. Senare arbetade han som musikkritiker på Neue Freie Presse. Familjen hade nära kontakter med den tidens storheter, såsom Gustav Mahler och Alma Mahler.
Korngold själv studerade för Alexander von Zemlinsky. I samband med nazisternas intåg på den politiska arenan ökade antisemitiska aktioner. Korngold emigrerade till USA 1934. Där etablerade han sig i Hollywood och blev snart en eftertraktad och uppskattad kompositör av filmmusik.

## Viktigaste verk
Operor och scenverk:
- Der Schneemann, balett orkestrerad av Alexander von Zemlinsky (1910)
- Der Ring des Polykrates, op. 7 (uruppförd 1916)
- Violanta, op. 8 (uruppförd 1916)
- Die tote Stadt, op. 12 (Den döda staden) (uruppförd 1920)
- Das Wunder der Heliane, op. 20 (uruppförd 1927)
- Die Kathrin, op. 28 (uruppförd 1939 i Stockholm)
- Die stumme Serenade, op. 36 (uruppförd 1951 radio, 1954 scen)

Orkesterverk:
- Violinkonsert i D-dur (1947)
- Symfoni i F-dur, op. 40 (1947–52)

Kör:
Lieder och vokalt:
Kammarmusik:
Piano:

## Filmmusik
- Captain Blood (1935)
- Anthony Adverse (1936)
- Hearts Divided (1936)
- Green Pastures (1936)
- Another Dawn (1937)
- The Prince and the Pauper (1937)
- The Adventures of Robin Hood (1938)
- Juarez (1939)
- The Private Lives of Eizabeth and Essex (1939)
- Slaghöken (1940)
- The Sea Wolf (1941)
- King's Row (1941)
- The Constant Nymph (1942)
- Devotion (1943)
- Between Two Words (1944)
- Of Human Bondage (1944)
- Escape Me Never (1946)
- Deception (1946)